# جاك بوريس
جاك بوريس (بالإنجليزية: Jack Burris)‏ هو محامي أمريكي، ولد في 27 مايو 1917، وتوفي في 1952.